# Cerocala munda
Cerocala munda is een vlinder uit de familie spinneruilen (Erebidae). De wetenschappelijke naam is voor het eerst geldig gepubliceerd in 1900 door Druce.
De soort komt voor in tropisch Afrika.